# Skelton (East Riding of Yorkshire)
Skelton – osada w Anglii, w hrabstwie East Riding of Yorkshire. Leży 34 km na zachód od miasta Hull i 251 km na północ od Londynu.